# Campeonato Mundial de Gimnasia Artística de 1930
El IX Campeonato Mundial de Gimnasia Artística se celebró en la Ciudad de Luxemburgo (Luxemburgo) entre el 12 y el 14 de julio de 1930 bajo la organización de la Federación Internacional de Gimnasia (FIG) y la Federación Luxemburguesa de Gimnasia.

## Resultados

### Masculino
| Evento                 | Oro                                   | Plata                                 | Bronce                               |
| ---------------------- | ------------------------------------- | ------------------------------------- | ------------------------------------ |
| Concurso completo ind. | Josip Primožič Yugoslavia             | Jan Gajdoš Checoslovaquia             | Emanuel Löffler Checoslovaquia       |
| Suelo                  | Josip Primožič Yugoslavia 30,250      | Emanuel Löffler Checoslovaquia 30,150 | Alfred Krauss Francia 30,100         |
| Caballo con arcos      | Josip Primožič Yugoslavia 31,400      | Peter Šumi Yugoslavia 30,600          | Jan Gajdoš Checoslovaquia 30,500     |
| Anillas                | Emanuel Löffler Checoslovaquia 32,000 | Bedřich Šupčík Checoslovaquia 31,500  | Jan Gajdoš Checoslovaquia 30,450     |
| Paralelas              | Josip Primožič Yugoslavia 31,150      | Alfred Krauss Francia 30,000          | Ladislav Vácha Checoslovaquia 29,900 |
| Barra fija             | István Pelle Hungría 32,000           | Miklos Peter Hungría 31,700           | Leon Štukelj Yugoslavia 31,550       |
| Concurso por equipos   | Checoslovaquia 896,300                | Francia 871,750                       | Yugoslavia 849,750                   |

## Medallero
| Núm. | País           | Oro | Plata | Bronce | Total |
| ---- | -------------- | --- | ----- | ------ | ----- |
| 1    | Yugoslavia     | 4   | 1     | 2      | 7     |
| 2    | Checoslovaquia | 2   | 3     | 4      | 9     |
| 3    | Hungría        | 1   | 1     | 0      | 2     |
| 4    | Francia        | 0   | 2     | 1      | 3     |
|      | TOTAL          | 7   | 7     | 7      | 21    |